# Bob Mintzer
Bob Mintzer, (New Rochelle, 1953. január 27. –) Grammy-díjas amerikai szaxofonos, klarinétos, zenekarvezető.

## Pályafutása
Bob Mintzer zsidó családban született és nőtt fel New Rochelle-ben, New York államban. 1969-től 1970-ig a michigani Interlochen Arts Academy-n, majd két évig a University of Hartford Hartt School-ban, Hartfordban, (Connecticut), majd pedig a Manhattan School of Music-ra járt; 1974-ig.
Pályafutása elején különböző big bandelben játszott, köztük Buddy Rich (1975–1977), Thad Jones, Mel Lewis (1977–79), valamint Sam Jones (1978–80) által vezetett zenekarokban. Buddy Rich mellett elkezdett big band zenét írni, és azóta többszáz darabot komponált és hangszerelt.
2008-ban Mintzer és családja Los Angelesbe költözött. Ekkor csatlakozott a University of Southern California zenekarához. Mintzer a Grammy-díjas Yellowjackets tagja, és a University of Southern Californiaen a dzsessztudományi tanszéken dolgozik. 2014-ben a németországi Kölnben a WDR Big Band Köln vezető karmestere − Vince Mendoza-val. Mintzer olyan zenészekkel is játszott, mint Tito Puente, Buddy Rich, James Taylor, Art Blakey, Bobby McFerrin, Kurt Elling, Jaco Pastorius, Mike Mainieri, Randy Brecker. Évtizedek óta működik a Bob Mintzer Big Band is.

## Albumok
- Source (1982)
- Horn Man (1982)
- Papa Lips (1983)
- Incredible Journey (1985)
- Camouflage (1986)
- Spectrum (1988)
- Urban Contours (1989)
- Hymn (1991) – rec. 1990
- Art of the Big Band (1991)
- I Remember Jaco (1992)[3]
- One Music (1991)
- Departure (1993)
- Only in New York (1994)
- Twin Tenors (1994)
- The First Decade (1995)
- Big Band Trane (1996)
- Live at JazzFest Berlin (1996) – rec. 1987
- Latin from Manhattan (1998)
- Quality Time (1998)
- Homage to Count Basie (2000)
- Bop Boy (2002)
- Gently (2002)
- Live at MCG with Special Guest Kurt Elling (2004)
- Hymn (Mesa, Blue Moon, Owl, Universal, 1992, 2006)
- Old School: New Lessons featuring Kurt Elling (2006)
- Longing (2003, 2006, 2007)
- In the Moment (2007)
- Universal Syncopations, Vol. 2 (2007)
- Swing Out (2008)
- La Vita e Bella (2009)
- Canyon Cove (2010)
- The Hudson Project (2011)
- For the Moment (2012)
- Get Up (2015)
- All L.A. Band (2016)
- Meeting of Minds with New York Voices (2018)

### Bob Mintzer Big Band
- Incredible Journey, 1985
- Camouflage, 1986
- Spectrum, 1988
- Urban Contours, 1989
- Art Of The Big Band, 1991
- Departure, 1993
- Only In New York, 1994
- Techno Pop, 1994
- The First Decade, 1995
- Big Band Trane, 1996
- Live, 1996
- Latin From Manhattan, 1998
- Homage To Count Basie, 2000
- Gently, 2003
- Live at MCG with Special Guest Kurt Elling, 2004
- Get Up, 2015
- Meeting of Mind, 2018
- Soundscapes, 2021

## Díjak
- 1980: Bob Mintzer Big Band: Grammy-díj.

## Fordítás
- Ez a szócikk részben vagy egészben  a   Bob Mintzer című angol Wikipédia-szócikk ezen változatának fordításán alapul.  Az eredeti cikk szerkesztőit annak laptörténete sorolja fel. Ez a jelzés csupán a megfogalmazás eredetét és a szerzői jogokat jelzi, nem szolgál a cikkben szereplő információk forrásmegjelöléseként.